# Integração de Monte Carlo

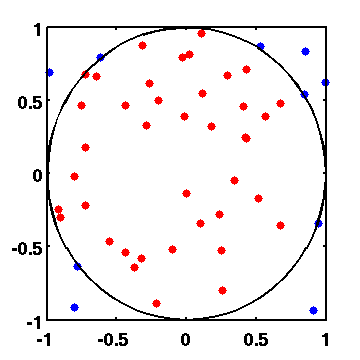
Uma ilustração da integração de Monte Carlo. Neste exemplo, o domínio D é o círculo interno e o domínio E é o quadrado. Porque a área do quadrado pode ser facilmente calculada, a área do círculo pode ser estimada pela razão (0,8) de pontos dentro do círculo (40) ao número total de pontos (50), resultando uma aproximação para

Aplicação da integração de Monte Carlo para uma dada função no plano cartesiano. Os pontos são gerados dentro da região limitada pelas linhas tracejadas.

Em matemática, integração de Monte Carlo é uma integração numérica usando números aleatórios. Isto é, os métodos da integração de Monte Carlo são algoritmos para a avaliação aproximada de integrais definidas, normalmente os multidimensionais. Os algoritmos usuais avaliam o integrando em uma grade regular. Métodos de Monte Carlo, entretanto, escolher aleatoriamente os pontos em que o integrando é avaliado.
Informalmente, para estimar-se a área do domínio D, primeiro escolhe-se um domínio simples E cuja área é facilmente calculada e que contém D. Agora escolhe-se uma sequência de pontos aleatórios que caem dentro de E. Alguma fração destes pontos também cairá dentro de D. A área de D é então estimada como esta fração multiplicada pela área de E.